# Drugi gabinet Josepha Lyonsa
Drugi gabinet Josepha Lyonsa (ang. Second Lyons Ministry) – dwudziesty drugi gabinet federalny Australii, urzędujący od 12 października do 9 listopada 1934.
Gabinet powstał po wyborach w 1934, w których rządząca dotąd samodzielnie Partia Zjednoczonej Australii (UAP) odniosła zwycięstwo, lecz na tyle nieznaczne, iż nie była w stanie samodzielnie sformować rządu większościowego. Z tego względu stronnictwo rozpoczęło negocjacje koalicyjne z Partią Wiejską (CP), zaś na czas ich trwania powołało własny, tymczasowy gabinet. Gdy rozmowy z CP dobiegły końca powołany został trzeci gabinet Josepha Lyonsa z udziałem polityków obu partii.
Gabinet ten był pierwszym, w którym zasiadał Robert Menzies, będący później najdłużej urzędującym premierem Australii w historii. Po jedenastu latach przerwy do gabinetu powrócił też Billy Hughes, będący szefem rządu w latach 1915-1923.

## Skład
| stanowisko                                               | członek gabinetu    |
| -------------------------------------------------------- | ------------------- |
| premier                                                  | Joseph Lyons        |
| minister skarbu                                          | Joseph Lyons        |
| minister spraw zagranicznych                             | George Pearce       |
| minister ds. terytoriów                                  | George Pearce       |
| minister obrony                                          | Archdale Parkhill   |
| minister poczty                                          | Alexander McLachlan |
| minister ds. rozwoju i badań naukowych i przemysłowych   | Alexander McLachlan |
| minister ds. mieszkań dla weteranów                      | Josiah Francis      |
| wiceminister ds. repatriacji (w randze członka gabinetu) | Josiah Francis      |
| minister gospodarki                                      | Frederick Stewart   |
| minister handlu i ceł                                    | Thomas White        |
| prokurator generalny                                     | Robert Menzies      |
| minister przemysłu                                       | Robert Menzies      |
| minister spraw wewnętrznych                              | Eric Harrison       |
| wiceprzewodniczący Federalnej Rady Wykonawczej           | Billy Hughes        |
| minister zdrowia                                         | Billy Hughes        |
| minister ds. repatriacji                                 | Billy Hughes        |
| wiceminister skarbu (w randze członka gabinetu)          | Richard Casey       |
| ministrowie bez teki                                     | Henry Gullett       |
| ministrowie bez teki                                     | Tom Brennan         |
| ministrowie bez teki                                     | Charles Marr        |